# سنت تامس (میزوری)
سنت تامس (به انگلیسی: St. Thomas) یک شهر در ایالات متحده آمریکا است که در میزوری واقع شده‌است. سنت تامس ۲٫۵۴ کیلومتر مربع مساحت و ۲۶۳ نفر جمعیت دارد و ۲۳۶ متر بالاتر از سطح دریا واقع شده‌است.